# Скрвільно
Скрвільно (пол. Skrwilno) — село в Польщі, у гміні Скрвільно Рипінського повіту Куявсько-Поморського воєводства.
Населення — 1616 осіб (2011).
У 1975-1998 роках село належало до Влоцлавського воєводства.

## Демографія
Демографічна структура станом на 31 березня 2011 року:
|          | Загалом | Допрацездатний вік | Працездатний вік | Постпрацездатний вік |
| -------- | ------- | ------------------ | ---------------- | -------------------- |
| Чоловіки | 778     | 163                | 541              | 74                   |
| Жінки    | 838     | 130                | 509              | 199                  |
| Разом    | 1616    | 293                | 1050             | 273                  |